# Туреччина на Європейських іграх 2015
Туреччина на перших Європейських іграх у Баку була представлена 190 атлетами.

## Медалісти
| Медаль | Спортсмен                 | Спорт            | Дисципліна                           |
| ------ | ------------------------- | ---------------- | ------------------------------------ |
| Золото | Серап Озчелік             | Карате           | До 50 кг (жінки)                     |
| Золото | Бурак Уйгур               | Карате           | До 67 кг (чоловіки)                  |
| Золото | Енес Еркан                | Карате           | Понад 84 кг (чоловіки)               |
| Золото | Риза Каяалп               | Боротьба         | До 130 кг, греко-римська (чоловіки)  |
| Золото | Таха Акгюль               | Боротьба         | До 125 кг, вільним стилем (чоловіки) |
| Золото | Команда                   | Волейбол         | Жіночий турнір                       |
| Срібло | Мерве Чобан               | Карате           | До 61 кг (жінки)                     |
| Срібло | Мелтем Хоцаоглу           | Карате           | Понад 68 кг (жінки)                  |
| Срібло | Сонер Демірташ            | Боротьба         | До 74 кг, вільним стилем (чоловіки)  |
| Срібло | Ебру Шахін                | Дзюдо            | До 48 кг (жінки)                     |
| Бронза | Ерман Елтемур             | Карате           | До 75 кг (чоловіки)                  |
| Бронза | Дженк Ільдем              | Боротьба         | До 98 кг, греко-римська (чоловіки)   |
| Бронза | Ділара Бозан              | Карате           | Ката (жінки)                         |
| Бронза | Угур Акташ                | Карате           | До 84 кг (чоловіки)                  |
| Бронза | Мехмет Якан               | Карате           | Ката (чоловіки)                      |
| Бронза | Метехан Башар             | Боротьба         | До 85 кг, греко-римська (чоловіки)   |
| Бронза | Мерве Кенгер              | Боротьба         | Women's freestyle 53 kg              |
| Бронза | Еліф Жалі Ешильирмак      | Боротьба         | Women's freestyle 58 kg              |
| Бронза | Сезер Акгюль              | Боротьба         | До 57 кг, вільним стилем (чоловіки)  |
| Бронза | Мустафа Кайя              | Боротьба         | До 65 кг, вільним стилем (чоловіки)  |
| Бронза | Якуп Гьор                 | Боротьба         | До 70 кг, вільним стилем (чоловіки)  |
| Бронза | Нур Татар                 | Тхеквондо        | До 67 кг (жінки)                     |
| Бронза | Мелек Гу                  | Настільний теніс | Одиночки (жінки)                     |
| Бронза | Ібрагім Чолак             | Гімнастика       | Обручі (чоловіки)                    |
| Бронза | Абдул Омер Алімоглу       | Стрільба         | Пістолет, 50 м (чоловіки)            |
| Бронза | Еліф Нур Цошкун           | Бокс             | До 51 кг (жінки)                     |
| Бронза | Мугаммед Унлу             | Бокс             | До 49 кг (чоловіки)                  |
| Бронза | Озге Байрак Несліган Їгіт | Бадмінтон        | Двійки (жінки)                       |
| Бронза | Белкіс Зегра Кайя         | Дзюдо            | Понад 78 кг (жінки)                  |